# Далеки (река)
Далеки (перс. دالَکی‎) — одна из рек в Иране, протекающая в провинциях Фарс и Бушир. В древности географы также называли её рекой Ахшин. Впадает в Хелле на высоте 22 м нум.
В провинции Бушер находится одноимённый город, близ которого находится река. Наличие источника питьевой воды на севере города Далеки и проходящая рядом река обеспечили условия для проживания в этом районе уже в древности, о чём свидетельствуют памятники, найденные в пальмовой роще Далеки, и крепость «Дохтар дашти».

## Протяжённость
Протяжённость реки Далеки составляет 225 километров. Эта река на всем своем протяжении в юго-западном направлении протекает через шахрестаны (городские округа) Казерун, Дештестан и Бушер, которые находятся в провинциях Фарс и Бушер. Эта река берет свое начало с высот, находящихся между озером Фамур и равниной Аржан на западе Шираза, и, протекая через округ Казерун, попадает в пустыню Дештестан. В верхней части реки, за исключением окрестностей города Боразджана, её называют река Далеки, но в месте, где она впадает в воды реки Шапур, её называют Хелле. Река Далеки в различных районах, через которые она протекает, получает местные названия, как, например, Сархун, Джерре, Ширин и Шур.

## Использование реки
Вода Далеки соленая, так как река протекает через солончак. Согласно статистике, собранной за последние 20 лет, объём воды, взятой из этой реки для орошения земель, составил 416 миллионов кубических метров.

## Мост через реку
В 1286 году по лунной хиджре (1907 год по григорианскому календарю) Абуль-Хасан-хан Мошир оль-Мольк Ширази, который занимался благотворительностью, построил огромный мост из камня и саруджа (строительного материала типа цемента, изготовляемого: из извести, золы и воды) над рекой Далеки в северо-восточном направлении. Первоначально этот мост служил переправой для караванов, а затем его стали использовать для автомобилей.